# Roman Penc
Roman Penc (ur. 24 lutego 1884 w Turbii, zm. 15 listopada 1963 w Przeworsku) – kapłan rzymskokatolicki, proboszcz Parafii pw. Ducha Świętego w Przeworsku, Honorowy Kanonik Przemyskiej Kapituły Kolegiackiej.

## Życiorys
Urodził się w ubogiej, ośmioosobowej rodzinie. W 1903 ukończył Gimnazjum klasyczne im. ks. Stanisława Konarskiego w Rzeszowie. Wstąpił do Wyższego Seminarium Duchownego w Przemyślu, święcenia kapłańskie przyjął w 10 czerwca 1907 z rąk Świętego Józefa Sebastiana Pelczara. Pracował w parafiach Dobrzechów, Raniżów, Łańcut, Tarnowiec, Jarosław. 5 grudnia 1919 został mianowany proboszczem w Niżankowicach. W 1926 skierowany na probostwo w Gniewczynie Łańcuckiej pod Przeworskiem. W uznaniu zasług w pracy społecznej został uhonorowany przywilejem noszenia rokiety i mantoletu.
14 lipca 1936 został mianowany 40. proboszczem Parafii pw. Ducha Świętego w Przeworsku. Funkcję tę pełnił do śmierci w 1963. Zorganizował w parafii Akcję Katolicką i stworzył bibliotekę parafialną jako przeciwwagę dla lewicowego Uniwersytetu Ludowego w pobliskiej Gaci. W czasie okupacji uratował przed zarekwirowaniem dzwon Sylwester. W 1944 zainicjował wzniesienie Pomnika Chrystusa Króla w Przeworsku. Po II wojnie światowej został aresztowany przez Urząd Bezpieczeństwa.
Będąc proboszczem większość czasu poświęcał katechizacji, sprawowaniu sakramentu pokuty i kaznodziejstwu. Odznaczał się nabożeństwem do Najświętszej Maryi, szczególnie umiłował modlitwę różańcową. Cechował się dobrocią i pogodą ducha. W 1947 opracował historię przeworskiej Fary w publikacji Parafia i kościół parafialny w Przeworsku. Szkic historyczny. W 1948 otrzymał godność Kanonika Honorowego Kapituły Przemyskiej
Zmarł 15 listopada 1963 w Przeworsku. Ksiądz Roman Penc został pochowany na Starym Cmentarzu w Przeworsku (sektor B1-1-38).

## Ordery i odznaczenia
- Złoty Krzyż Zasługi (22 marca 1939)[5]